# Ann Eysermans
Ann Eysermans (Antwerpen, 28 januari 1980) is een Vlaamse componiste.
Eysermans studeerde aan het Conservatorium van Brussel en verrichtte onderzoek aan de Vrije Universiteit Brussel. Sedert 2006 werd dit onderzoek verricht in het BOAB-project, een samenwerking tussen het Koninklijk Conservatorium Brussel, Erasmushogeschool Brussel, DWIS en DINF, Como VUB, 2006-2010
Eysermans schreef werk voor allerlei bezettingen, kamermuziek en ook veel elektronische muziek en is een van de opkomende talenten in de Vlaamse componistenwereld en werkte ook samen met de componistengroep Woluwse componisten. Zij is als componist en uitvoerend musicus verbonden met ChampdAction.